# Fumaria schrammii
Fumaria schrammii là một loài thực vật có hoa trong họ Anh túc. Loài này được Velen. mô tả khoa học đầu tiên.